# Formulska jedinka
Formulska jedinka je najmanji omjer broja aniona i kationa u ionskom spoju koji prikazujemo formulom spoja.
Formulska jedinka u stvarnosti ne postoji kao odvojena i različita jedinka (čestica) nekog spoja već je to način kako opisujemo i kako pišemo formule ionskih spojeva.
Ionska tvar je ogroman skup električno nabijenih čestica aniona i kationa koji su povezani elektrostatskom privlačnom silom. Elektrostatsko djelovanje nije usmjereno u prostoru i jedan kation ne privlači samo jedan anion. On privlači sve anione koji su u blizini a odbija sve katione što uzrokuje njihovo pravilno razmještanje u prostoru čime nastaju kristalne strukture. Svaki anion je u toj strukturi okružen određenim brojem kationa i obrnuto. Ne postoji molekula (čestica) ionskog spoja već je cijela tvar jedna „velika molekula”. Zato formula ionskog spoja pokazuje samo najmanji omjer broja aniona i kationa u spoju, odnosno prikazuje formulsku jedinku.
Svaka formula prikazuje kvalitativni i kvantitativni sastav spoja, prikazuje koji su atomi i u kojem brojčanom odnosu spojeni u kemijskom spoju. To isto prikazuje i formulska jedinka ionskog spoja.
Formula CaCl2 govori da se u kalcijevom kloridu kationi (Ca2+) i anioni (Cl-) nalaze u omjeru 1:2 te je CaCl2 formulska jedinka kalcijeva klorida.
U najširem smislu svaka formula predstavlja formulsku jedinku.